# کاجیک گئورگیان
کاجیک ناهاپتی گئورگیان (ارمنی: Քաջիկ Նահապետի Գևորգյան؛ زادهٔ ۱ نوامبر ۱۹۹۳) یک اقتصاددان اقتصاددان و سیاستمدار اهل ارمنستان است که از تاریخ ۲۰۱۹ تا تاریخ ۲۰۲۱ سمت نمایندگی دوره هفتم مجلس ملی جمهوری ارمنستان را برعهده داشت.

## زندگی‌نامه
در ۱ نوامبر ۱۹۹۳ ‏در آرماویر به دنیا آمد و از دانشکده اقتصاد و مدیریت دانشگاه دولتی ایروان فارغ‌التحصیل شد. 